# Ассоциация коммуникационных агентств России
Ассоциация Коммуникационных Агентств России (АКАР) — ведущая и крупнейшая профессиональная ассоциация участников российского рынка рекламы и маркетинговых коммуникаций.

## История
Организация основана в 1993 году. Первоначальное название организации — Российская ассоциация рекламных агентств (РАРА), которая создавалась в целях защиты интересов рекламных агентств.
В дальнейшем деятельность организации расширилась на смежные направления деятельности и стала направлена на защиту интересов всего рекламного сообщества, а также создание условий для развития цивилизованного рынка рекламы в России: корпоративной этики, социальной ответственности, индустриальных стандартов и правил делового оборота.
В сентябре 2003 году организация была переименована.
Ассоциация объединяет более 200 участников рынка коммерческих коммуникаций России.
Почётный вице-президент АКАР — Симонов, Михаил Юрьевич.

## Влияние на индустрию
АКАР осуществляет разработку отраслевых индустриальных и этических стандартов, которые оказывают существенное влияние на поведение участников рынка и направлены создание цивилизованного рекламного рынка в России.
В 2008 году был подготовлен первый пакет документов, представляющий типовые услуги, типовые схемы оплаты и формы вознаграждения., В 2011 при поддержке международной ассоциации маркетинга в ритейле POPAI были выпущены стандарты POS-материалов. В 2012 — представителям индустрии и ФАС были представлены типовые «Условия проведения тендеров: Медиа, Креатив, BTL».
В 2015 году Федеральная антимонопольная служба запустила в работу лабораторию, предназначенную для проверки громкости звука в рекламных роликах на соответствие требованиям поправок в закон «О рекламе», вступающих в силу с 25 мая 2015 года. Разработка комплекса велась на средства участников АКАР и при участии специалистов ассоциации.

## Постоянная деятельность
В составе АКАР функционирует ряд специализированных комитетов и комиссий.
Ассоциация уделяет особое внимание мониторингу и анализу рекламного рынка Российской Федерации. Ассоциация отметила ощутимый спад на рынке рекламы в 2014 и в первой половине 2015 года почти во всех сегментах, кроме интернет-рекламы. В качестве меры противодействия кризису АКАР предлагала раскрыть структуру собственности российских телеканалов, чтобы уменьшить влияние санкций на рекламный рынок.
Ассоциация регулярно составляет следующие рейтинги:
- рейтинг креативности агентств;
- рейтинг медийных агентств;
- рейтинг BTL-агентств;
- рейтинг рекламодателей.

АКАР уделяет внимание профильному образованию специалистов по специальности «Реклама» и смежным дисциплинам. Ассоциацией проводятся семинары и мастер-классы специалистов, а также конференции заведующих кафедрами маркетинга, рекламы, связей с общественностью и смежных специальностей. Издаётся Ежегодный справочник АКАР, который включает в себя реестр компаний — членов АКАР, информацию об основных исследованиях, проведенных Ассоциацией за прошедший год.
С 1995 года АКАР является членом Торгово-промышленной палаты Российской Федерации.

## Мероприятия
Среди наиболее заметных мероприятий, проводимых АКАР или проходящих при активном участии этой организации, можно назвать следующие:
- Ассоциация является одним из постоянных соорганизаторов Национальной Премии Медиа-Менеджер России.
- АКАР является основным организатором Московского международного фестиваля рекламы и маркетинга Red Apple.
- АКАР совместно с Red Apple и кинотеатром «Музеон» проводит летний фестиваль видеорекламы.
- АКАР стала официальным партнером нового международного фестиваля маркетинга и рекламы WOW DONE AWARDS.
- АКАР проводит «День Бренда» при поддержке НП «Русбренд» и ТПП РФ[22].
- АКАР является официальным партнером Национального конкурса корпоративных медиа «Серебряные нити».[23][24]
- АКАР оказывает поддержку профессиональному конкурсу Perspectum Awards в области маркетинговых коммуникаций, учрежденному Российской Ассоциацией Маркетинговых Услуг.[25]